# OT-65 FÚG
OT-65 FÚG 4x4 byl maďarský kolový obrněný transportér, který byl od poloviny šedesátých let 20. století vyráběný podnikem Rába. Jeho konstrukce vychází ze sovětského obrněného transportéru BRDM-1. OT-65 měl však motor v zadní části a bojový prostor v části přední. Vozidlo mělo pro lepší průchodnost terénem dva páry pomocných výsuvných kol, pohon na vodě zajišťují dva lodní šrouby. Motor je možné nastartovat i bez baterie klikou. Setrvačník se odpojí spojkou od motoru. Dovnitř vozidla si sednou dvě osoby, nasadí do setrvačníku kliku a během několika málo minut ho roztočí na předepsané otáčky. Kliku oddělají a roztočený setrvačník připnou zpět k motoru, který se rozběhne. Stroj byl i ve výzbroji Československé lidové armády.

## Verze
- FÚG-US - verze radiačně chemického průzkumu
- OT-65A Vydra - československá modernizovaná verze s věžičkou a vyzbrojená kulometem vz. 59T ráže 7,62 mm a tarasnicí T-21 r. 82 mm
- OT-65Ch - verze pro radiační a chemický průzkum
- OT-65 DPP - dělostřelecká pozorovatelna
- OT-65 DPV - verze vozidla velitele průzkumu
- OT-65 VS - verze velitelsko spojovacího vozidla

## Uživatelé
- Československo
- Bulharsko
- Maďarsko
- Polsko